# Михайло Дубровський
Михайло Дубровський (біл. Міхась Дуброўскі; *3 жовтня 1897, с. Казелле, у Краснапільскому районі, Могильовська область — †11 вересня 1983) — білоруський письменник, перекладач.

## Біографія
Народився у селянській сім'ї. Працював поштарем у Харкові (1915–1916), був призваний до армії. Брав участь у подіях Жовтневої революції у Смоленську і на Климівщині. Служив у Червоній Армії. У 1925 році закінчив творче відділення Вищого літературно-мистецького інституту імені В. Брусова в Москві, був направлений на роботу в Мінськ — науковим співробітником літературної комісії Інституту білоруської культури. У 1926–1945 роках жив у Москві, працював домоврядником у Всесоюзному радіокомітеті, вчителював (у 1941–1942 працював у Башкортостані). Закінчив аспірантуру при Московському інституті історії, філософії і літератури (1941). З 1945 року — старший викладач Брестського педагогічного інституту, у 1949–1950 — Літературного інституту (Москва), у 1950–1957 — Гродненського педінституту. Член Спілки письменників СРСР (з 1959).
З 1918 року виступав у періодичній пресі з віршами, п'єсами, статтями. Є співавтором (разом із П. Шестаковим) п'єси лібрето «Власною рукою» (газета «Гудок», 1928–1929, поставлена у 1919). У 1926 році в його перекладі на білоруську мову вийшла окремим виданням поема Оскара Уайльда Балада Редінзької тюрми.
Нагороджений медалями.